# Thủ tướng Albania
Thủ tướng Albania  (tiếng Albania: Kryeministri i Shqipërisë), chính thức được gọi là Thủ tướng của Cộng hòa Albania (tiếng Albania: Kryeministri i Republikës së Shqipërisë), là người đứng đầu chính phủ của Albania và là người có quyền lực ảnh hưởng nhất trong nền chính trị Albania. Thủ tướng nắm quyền hành pháp của quốc gia, đại diện cho Hội đồng Bộ trưởng và chủ trì các cuộc họp của Hội đồng.
Thủ tướng do Tổng thống Albania bổ nhiệm sau mỗi cuộc tổng tuyển cử và phải được Quốc hội Albania tín nhiệm mới có thể tại vị. Thủ tướng có trách nhiệm thực hiện các chính sách đối ngoại và đối nội, chỉ đạo và kiểm soát hoạt động của các bộ và các cơ quan nhà nước khác. Thủ tướng được bầu trên cơ sở phổ thông đầu phiếu, thông qua bỏ phiếu kín, nhiệm kỳ 4 năm. Hiến pháp Albania không giới hạn các nhiệm kỳ của thủ tướng. Người giữ chức vụ thứ 33 và hiện tại là Edi Rama của Đảng Xã hội, được bầu vào ngày 23 tháng 6 năm 2013 và bắt đầu nhiệm kỳ 4 năm đầu tiên của mình vào ngày 15 tháng 9 năm 2013.

## Quyền hạn và trách nhiệm

### Quyền hạn
Một trong những quyền hạn quan trọng nhất của Tổng thống là chỉ định một ứng cử viên cho chức vụ thủ tướng, theo ý kiến của tổng thống, là người tốt nhất có thể nhận được tín nhiệm của đa số thành viên của Nghị viện. Là người đứng đầu chính phủ, thủ tướng chịu trách nhiệm chỉ đạo chính sách nội bộ của đất nước và lãnh đạo cơ quan hành chính công. Về vấn đề này, chính phủ hợp tác với các tổ chức xã hội khác. Nếu thủ tướng tạm thời vắng mặt hoặc không có khả năng thực hiện quyền hành pháp, phó thủ tướng sẽ tiếp quản các quyền hạn của Thủ tướng.
Hiến pháp quy định rằng thủ tướng đại diện cho hội đồng bộ trưởng và chủ trì các cuộc họp của hội đồng, đề ra và trình bày các chính sách chung cơ bản của nhà nước và chịu trách nhiệm về các chính sách đó, đảm bảo việc thực hiện pháp luật và các chính sách đã được Hội đồng bộ trưởng thông qua, điều phối và giám sát. Công việc của các thành viên Hội đồng Bộ trưởng và các cơ quan khác của cơ quan hành chính nhà nước ở trung ương, thực hiện các nhiệm vụ khác được quy định trong Hiến pháp và pháp luật, giải quyết các bất đồng giữa các Bộ trưởng và ra lệnh trong việc thực thi quyền hạn của mình. Thủ tướng cũng có thể bắt đầu một thủ tục của Tòa án Hiến pháp Albania.

### Tuyên thệ
Trước khi nhậm chức, thủ tướng đắc cử phải tuyên thệ nhậm chức trước Tổng thống, thề trung thành với Hiến pháp. Văn bản của lời tuyên thệ ở dạng tiếng Albania nhạy cảm với giới tính và tất cả các danh từ luôn giữ hình thức trung lập. Thủ tướng đắc cử tuyên thệ nhậm chức sau đây, được Hiến pháp quy định:
| “ | Albanian: Betohem se do t'i bindem Kushtetutës dhe ligjeve të vendit, do të respektoj të drejtat dhe liritë e shtetasve, do të mbroj pavarësinë e Republikës së Shqipërisë dhe do t'i shërbej interesit të përgjithshëm dhe përparimit të Popullit Shqiptar. The President may add: Zoti më ndihmoftë! Tiếng Anh: I swear that I will obey to the Constitution and laws of the country, that I will respect the rights and freedoms of citizens, protect the independence of the Republic of Albania, and I will serve the general interest and the progress of the Albanian People. The President may add: So help me God! | ” |

### Office and residence

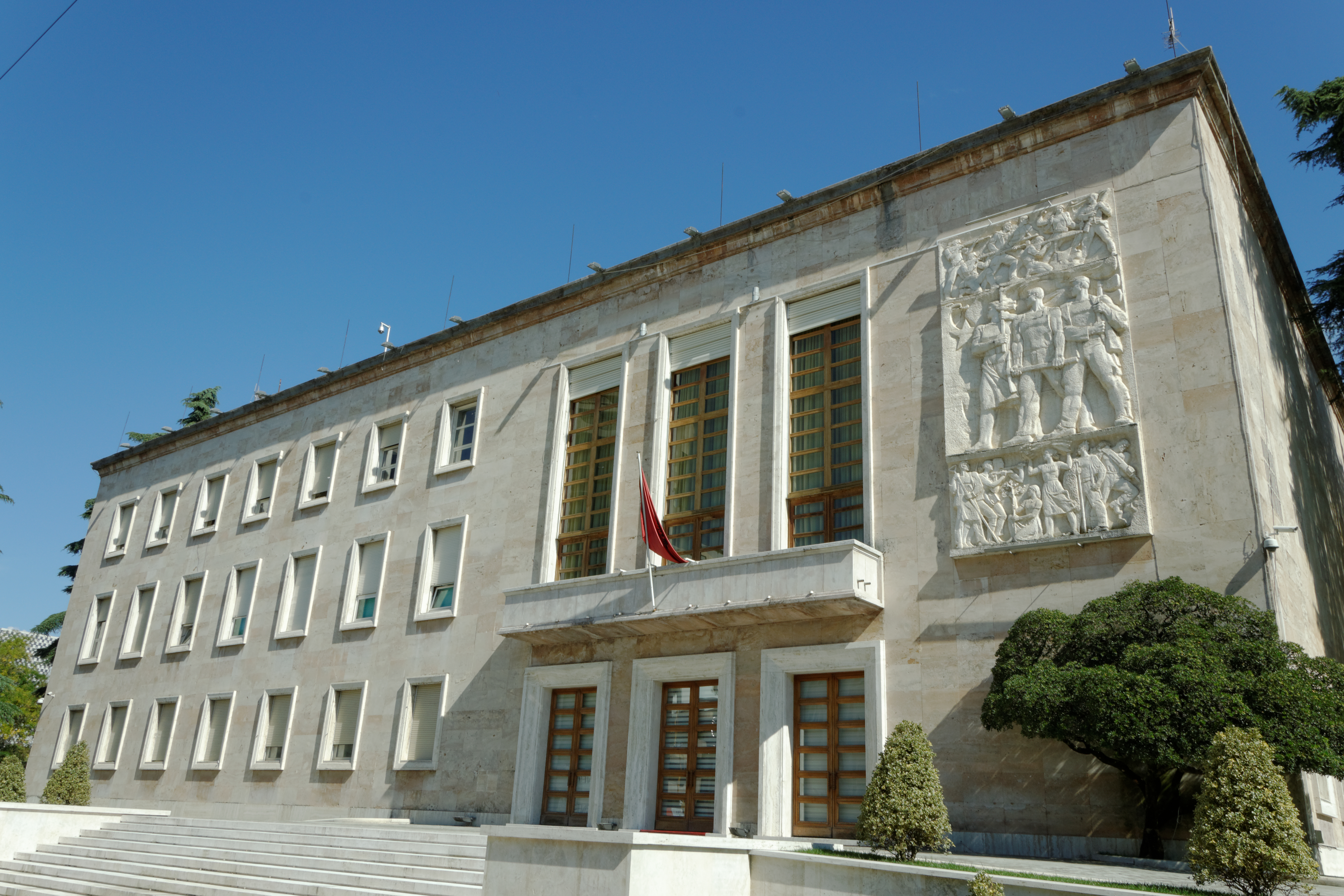
The facade of the Kryeministria.

The Prime Minister's Office (tiếng Albania: Kryeministria) is the official office và residence of the prime minister. It provides secretarial assistance to the prime minister. The prime minister through his office coordinates with all ministers in the central union cabinet, minister of independent charges and governors and ministers of state government. Furthermore informal meetings between the prime minister and other government or foreign officials takes place in the Office. It also consists of the immediate staff of the prime minister of Albania, as well as multiple levels of support staff reporting to the prime minister. Since 1941, the building serves as the office and residence of the prime minister. The building is in the capital city of Tirana at the Dëshmorët e Kombit Boulevard, near the Mother Teresa Square.
The building was planned by the Italian architects Florestano Di Fausto và Gherardo Bosio, and constructed together with the Dëshmorët e Kombit Boulevard, the Mother Teresa Square and all the buildings located on these squares, during the Italian occupation of Albania in 1939 to 1941, in a Rationalist style.
| Albania (1912–1914)                                                                  | |                                                 |                           |                           |                                                                              |
| 1                                                                                    | | Ismail Qemali(1844–1919)                        | ngày 4 tháng 12 năm 1912  | ngày 22 tháng 1 năm 1914  | Provisional Government                                                       |
| 1                                                                                    | 1 năm, 1 tháng và 18 ngày | Ismail Qemali(1844–1919)                        |                           |                           | Provisional Government                                                       |
| International Control Commission(ngày 22 tháng 1 năm 1914 – ngày 7 tháng 3 năm 1914) | |                                                 |                           |                           |                                                                              |
| Principality of Albania (1914–1925)                                                  | |                                                 |                           |                           |                                                                              |
| 2                                                                                    | | Turhan Pasha Përmeti(1846–1927)                 | ngày 14 tháng 3 năm 1914  | ngày 3 tháng 9 năm 1914   | Përmeti Governments (I và II)                                                |
| 2                                                                                    | 5 tháng và 20 ngày | Turhan Pasha Përmeti(1846–1927)                 |                           |                           | Përmeti Governments (I và II)                                                |
| 3                                                                                    | | Esad Toptani(1863–1920)                         | ngày 5 tháng 10 năm 1914  | ngày 27 tháng 1 năm 1916  | Toptani Government                                                           |
| 3                                                                                    | 1 năm, 3 tháng và 22 ngày | Esad Toptani(1863–1920)                         |                           |                           | Toptani Government                                                           |
| Austro-Hungarian Command(ngày 23 tháng 1 năm 1916 – ngày 30 tháng 10 năm 1918)       | |                                                 |                           |                           |                                                                              |
| —                                                                                    | | Turhan Pasha Përmeti(1846–1927)                 | ngày 25 tháng 12 năm 1918 | ngày 29 tháng 1 năm 1920  | Përmeti III Government                                                       |
| —                                                                                    | 1 năm, 1 tháng và 4 ngày | Turhan Pasha Përmeti(1846–1927)                 |                           |                           | Përmeti III Government                                                       |
| 4                                                                                    | | Sulejman Delvina(1884–1933)                     | ngày 30 tháng 1 năm 1920  | ngày 14 tháng 11 năm 1920 | Delvina Government                                                           |
| 4                                                                                    | 9 tháng và 15 ngày | Sulejman Delvina(1884–1933)                     |                           |                           | Delvina Government                                                           |
| 5                                                                                    | | Ilias Vrioni(1882–1932)                         | ngày 15 tháng 11 năm 1920 | ngày 16 tháng 10 năm 1921 | Vrioni Governments (I và II)                                                 |
| 5                                                                                    | 11 tháng và 1 ngày | Ilias Vrioni(1882–1932)                         |                           |                           | Vrioni Governments (I và II)                                                 |
| 6                                                                                    | | Pandeli Evangjeli(1859–1949)                    | ngày 16 tháng 10 năm 1921 | ngày 6 tháng 12 năm 1921  | Evangjeli Government                                                         |
| 6                                                                                    | 1 tháng và 20 ngày | Pandeli Evangjeli(1859–1949)                    |                           |                           | Evangjeli Government                                                         |
| 7                                                                                    | | Qazim KoculiActing Prime Minister(1887–1943)    | ngày 6 tháng 12 năm 1921  | ngày 6 tháng 12 năm 1921  | Koculi Government                                                            |
| 7                                                                                    | không ngày | Qazim KoculiActing Prime Minister(1887–1943)    |                           |                           | Koculi Government                                                            |
| 8                                                                                    | | Hasan Prishtina(1873–1933)                      | ngày 7 tháng 12 năm 1921  | ngày 12 tháng 12 năm 1921 | Prishtina Government                                                         |
| 8                                                                                    | 5 ngày | Hasan Prishtina(1873–1933)                      |                           |                           | Prishtina Government                                                         |
| 9                                                                                    | | Idhomen KosturiActing Prime Minister(1873–1943) | ngày 12 tháng 12 năm 1921 | ngày 24 tháng 12 năm 1921 | Kosturi Government                                                           |
| 9                                                                                    | 12 ngày | Idhomen KosturiActing Prime Minister(1873–1943) |                           |                           | Kosturi Government                                                           |
| 10                                                                                   | | Xhafer Ypi(1880–1940)                           | ngày 24 tháng 12 năm 1921 | ngày 2 tháng 12 năm 1922  | Ypi Government                                                               |
| 10                                                                                   | 11 tháng và 8 ngày | Xhafer Ypi(1880–1940)                           |                           |                           | Ypi Government                                                               |
| 11                                                                                   | | Ahmet Zogu(1895–1961)                           | ngày 2 tháng 12 năm 1922  | ngày 25 tháng 2 năm 1924  | Zogu I Government                                                            |
| 11                                                                                   | 1 năm, 2 tháng và 23 ngày | Ahmet Zogu(1895–1961)                           |                           |                           | Zogu I Government                                                            |
| 12                                                                                   | | Shefqet Vërlaci(1877–1946)                      | ngày 3 tháng 3 năm 1924   | ngày 27 tháng 5 năm 1924  | Vërlaci Government                                                           |
| 12                                                                                   | 2 tháng và 24 ngày | Shefqet Vërlaci(1877–1946)                      |                           |                           | Vërlaci Government                                                           |
| —                                                                                    | | Ilias Vrioni(1882–1932)                         | ngày 30 tháng 5 năm 1924  | ngày 10 tháng 6 năm 1924  | Vrioni III Government                                                        |
| —                                                                                    | 11 ngày | Ilias Vrioni(1882–1932)                         |                           |                           | Vrioni III Government                                                        |
| 13                                                                                   | | Fan Noli(1882–1965)                             | ngày 16 tháng 6 năm 1924  | ngày 24 tháng 12 năm 1924 | Noli Government                                                              |
| 13                                                                                   | 6 tháng và 8 ngày | Fan Noli(1882–1965)                             |                           |                           | Noli Government                                                              |
| —                                                                                    | | Ahmet Zogu(1895–1961)                           | ngày 6 tháng 1 năm 1925   | ngày 23 tháng 9 năm 1925  | Zogu Governments (II và III)                                                 |
| —                                                                                    | 8 tháng và 17 ngày | Ahmet Zogu(1895–1961)                           |                           |                           | Zogu Governments (II và III)                                                 |
| Albanian Republic (1925–1928)                                                        | |                                                 |                           |                           |                                                                              |
| —                                                                                    | | Ahmet Zogu(1895–1961)                           | ngày 28 tháng 9 năm 1925  | ngày 1 tháng 9 năm 1928   | Zogu Governments (IV, V, VI và VII)                                          |
| —                                                                                    | 2 năm, 11 tháng và 4 ngày | Ahmet Zogu(1895–1961)                           |                           |                           | Zogu Governments (IV, V, VI và VII)                                          |
| Albanian Kingdom (1928–1939)                                                         | |                                                 |                           |                           |                                                                              |
| 14                                                                                   | | Kostaq Kotta(1889–1949)                         | ngày 5 tháng 9 năm 1928   | ngày 5 tháng 3 năm 1930   | Kotta I Government                                                           |
| 14                                                                                   | 1 năm và 6 tháng | Kostaq Kotta(1889–1949)                         |                           |                           | Kotta I Government                                                           |
| —                                                                                    | | Pandeli Evangjeli(1859–1949)                    | ngày 6 tháng 3 năm 1930   | ngày 16 tháng 10 năm 1935 | Evangjeli Governments (II, III và IV)                                        |
| —                                                                                    | 5 năm, 7 tháng và 10 ngày | Pandeli Evangjeli(1859–1949)                    |                           |                           | Evangjeli Governments (II, III và IV)                                        |
| 15                                                                                   | | Mehdi Frashëri(1872–1963)                       | ngày 21 tháng 10 năm 1935 | ngày 7 tháng 11 năm 1936  | Frashëri Government                                                          |
| 15                                                                                   | 1 năm và 17 ngày | Mehdi Frashëri(1872–1963)                       |                           |                           | Frashëri Government                                                          |
| —                                                                                    | | Kostaq Kotta(1889–1949)                         | ngày 9 tháng 11 năm 1936  | ngày 7 tháng 4 năm 1939   | Kotta II Government                                                          |
| —                                                                                    | 2 năm, 4 tháng và 29 ngày | Kostaq Kotta(1889–1949)                         |                           |                           | Kotta II Government                                                          |
| –                                                                                    | | Xhafer Ypi(1880–1940)                           | ngày 8 tháng 4 năm 1939   | ngày 12 tháng 4 năm 1939  | Ypi II Government                                                            |
| –                                                                                    | 4 ngày | Xhafer Ypi(1880–1940)                           |                           |                           | Ypi II Government                                                            |
| Italian Occupation (1939–1943)                                                       | |                                                 |                           |                           |                                                                              |
| —                                                                                    | | Shefqet Vërlaci(1877–1946)                      | ngày 12 tháng 4 năm 1939  | ngày 3 tháng 12 năm 1941  | Vërlaci II Government                                                        |
| —                                                                                    | 2 năm, 7 tháng và 21 ngày | Shefqet Vërlaci(1877–1946)                      |                           |                           | Vërlaci II Government                                                        |
| 16                                                                                   | | Mustafa Merlika-Kruja(1887–1958)                | ngày 3 tháng 12 năm 1941  | ngày 4 tháng 1 năm 1943   | Merlika-Kruja Government                                                     |
| 16                                                                                   | 1 năm, 1 tháng và 1 ngày | Mustafa Merlika-Kruja(1887–1958)                |                           |                           | Merlika-Kruja Government                                                     |
| 17                                                                                   | | Ekrem Libohova(1882–1948)                       | ngày 18 tháng 1 năm 1943  | ngày 11 tháng 2 năm 1943  | Libohova I Government                                                        |
| 17                                                                                   | 24 ngày | Ekrem Libohova(1882–1948)                       |                           |                           | Libohova I Government                                                        |
| 18                                                                                   | | Maliq Bushati(1880–1946)                        | ngày 12 tháng 2 năm 1943  | ngày 28 tháng 4 năm 1943  | Bushati Government                                                           |
| 18                                                                                   | 2 tháng và 16 ngày | Maliq Bushati(1880–1946)                        |                           |                           | Bushati Government                                                           |
| —                                                                                    | | Ekrem Libohova(1882–1948)                       | ngày 11 tháng 5 năm 1943  | ngày 10 tháng 9 năm 1943  | Libohova II Government                                                       |
| —                                                                                    | 3 tháng và 30 ngày | Ekrem Libohova(1882–1948)                       |                           |                           | Libohova II Government                                                       |
| German Occupation (1943–1944)                                                        | |                                                 |                           |                           |                                                                              |
| 19                                                                                   | | Ibrahim Biçaku(1905–1977)                       | ngày 14 tháng 9 năm 1943  | ngày 4 tháng 11 năm 1943  | Biçaku I Government                                                          |
| 19                                                                                   | 1 tháng và 21 ngày | Ibrahim Biçaku(1905–1977)                       |                           |                           | Biçaku I Government                                                          |
| 20                                                                                   | | Rexhep Mitrovica(1887–1967)                     | ngày 5 tháng 11 năm 1943  | ngày 16 tháng 6 năm 1944  | Mitrovica Government                                                         |
| 20                                                                                   | 7 tháng và 11 ngày | Rexhep Mitrovica(1887–1967)                     |                           |                           | Mitrovica Government                                                         |
| 21                                                                                   | | Fiqri Dine(1897–1960)                           | ngày 18 tháng 7 năm 1944  | ngày 28 tháng 8 năm 1944  | Dine Government                                                              |
| 21                                                                                   | 1 tháng và 10 ngày | Fiqri Dine(1897–1960)                           |                           |                           | Dine Government                                                              |
| –                                                                                    | | Ibrahim Biçaku(1905–1977)                       | ngày 6 tháng 9 năm 1944   | ngày 25 tháng 10 năm 1944 | Biçaku II Government                                                         |
| –                                                                                    | 1 tháng và 19 ngày | Ibrahim Biçaku(1905–1977)                       |                           |                           | Biçaku II Government                                                         |
| People's Socialist Republic of Albania (1944–1991)                                   | |                                                 |                           |                           |                                                                              |
| 22                                                                                   | | Enver Hoxha(1908–1985)                          | ngày 23 tháng 10 năm 1944 | ngày 19 tháng 7 năm 1954  | Hoxha Governments (I, II, III, IV, V, VI, VII, VIII và IX)                   |
| 22                                                                                   | 9 năm, 8 tháng và 26 ngày | Enver Hoxha(1908–1985)                          |                           |                           | Hoxha Governments (I, II, III, IV, V, VI, VII, VIII và IX)                   |
| 23                                                                                   | | Mehmet Shehu(1913–1981)                         | ngày 20 tháng 7 năm 1954  | ngày 18 tháng 12 năm 1981 | Shehu Governments (I, II, III, IV, V, VI, VII, VIII, IX, X, XI, XII và XIII) |
| 23                                                                                   | 27 năm, 4 tháng và 28 ngày | Mehmet Shehu(1913–1981)                         |                           |                           | Shehu Governments (I, II, III, IV, V, VI, VII, VIII, IX, X, XI, XII và XIII) |
| 24                                                                                   | | Adil Çarçani(1922–1997)                         | ngày 15 tháng 1 năm 1982  | ngày 21 tháng 2 năm 1991  | Çarçani Governments (I, II, III, IV, V và VI)                                |
| 24                                                                                   | 9 năm, 1 tháng và 6 ngày | Adil Çarçani(1922–1997)                         |                           |                           | Çarçani Governments (I, II, III, IV, V và VI)                                |
| Republic of Albania (1991–nay)                                                       | |                                                 |                           |                           |                                                                              |
| 25                                                                                   | | Fatos Nano(born 1952)                           | ngày 22 tháng 2 năm 1991  | ngày 4 tháng 6 năm 1991   | Nano Governments (I và II)                                                   |
| 25                                                                                   | 3 tháng và 13 ngày | Fatos Nano(born 1952)                           |                           |                           | Nano Governments (I và II)                                                   |
| 26                                                                                   | | Ylli Bufi(born 1948)                            | ngày 11 tháng 6 năm 1991  | ngày 6 tháng 12 năm 1991  | Bufi Government                                                              |
| 26                                                                                   | 5 tháng và 25 ngày | Ylli Bufi(born 1948)                            |                           |                           | Bufi Government                                                              |
| 27                                                                                   | | Vilson Ahmeti(born 1951)                        | ngày 18 tháng 12 năm 1991 | ngày 13 tháng 4 năm 1992  | Ahmeti Government                                                            |
| 27                                                                                   | 3 tháng và 26 ngày | Vilson Ahmeti(born 1951)                        |                           |                           | Ahmeti Government                                                            |
| 28                                                                                   | | Aleksandër Meksi(born 1939)                     | ngày 13 tháng 4 năm 1992  | ngày 1 tháng 3 năm 1997   | Meksi Governments (I, II, III và IV)                                         |
| 28                                                                                   | 4 năm, 10 tháng và 16 ngày | Aleksandër Meksi(born 1939)                     |                           |                           | Meksi Governments (I, II, III và IV)                                         |
| 29                                                                                   | | Bashkim Fino(born 1962)                         | ngày 11 tháng 3 năm 1997  | ngày 24 tháng 7 năm 1997  | Fino Government                                                              |
| 29                                                                                   | 4 tháng và 13 ngày | Bashkim Fino(born 1962)                         |                           |                           | Fino Government                                                              |
| —                                                                                    | | Fatos Nano(born 1952)                           | ngày 25 tháng 7 năm 1997  | ngày 28 tháng 9 năm 1998  | Nano Governments (III và IV)                                                 |
| —                                                                                    | 1 năm, 2 tháng và 3 ngày | Fatos Nano(born 1952)                           |                           |                           | Nano Governments (III và IV)                                                 |
| 30                                                                                   | | Pandeli Majko(born 1967)                        | ngày 2 tháng 10 năm 1998  | ngày 25 tháng 10 năm 1999 | Majko I Government                                                           |
| 30                                                                                   | 1 năm và 23 ngày | Pandeli Majko(born 1967)                        |                           |                           | Majko I Government                                                           |
| 31                                                                                   | | Ilir Meta(born 1969)                            | ngày 28 tháng 10 năm 1999 | ngày 29 tháng 1 năm 2002  | Meta Governments (I và II)                                                   |
| 31                                                                                   | 2 năm, 3 tháng và 1 ngày | Ilir Meta(born 1969)                            |                           |                           | Meta Governments (I và II)                                                   |
| —                                                                                    | | Pandeli Majko(born 1967)                        | ngày 22 tháng 2 năm 2002  | ngày 25 tháng 7 năm 2002  | Majko II Government                                                          |
| —                                                                                    | 5 tháng và 3 ngày | Pandeli Majko(born 1967)                        |                           |                           | Majko II Government                                                          |
| —                                                                                    | | Fatos Nano(born 1952)                           | ngày 29 tháng 7 năm 2002  | ngày 10 tháng 9 năm 2005  | Nano Governments (V và VI)                                                   |
| —                                                                                    | 3 năm, 1 tháng và 12 ngày | Fatos Nano(born 1952)                           |                           |                           | Nano Governments (V và VI)                                                   |
| 32                                                                                   | | Sali Berisha(born 1944)                         | ngày 10 tháng 9 năm 2005  | ngày 13 tháng 9 năm 2013  | Berisha Governments (I và II)                                                |
| 32                                                                                   | 8 năm và 3 ngày | Sali Berisha(born 1944)                         |                           |                           | Berisha Governments (I và II)                                                |
| 33                                                                                   | | Edi Rama(born 1964)                             | ngày 15 tháng 9 năm 2013  | Incumbent                 | Rama Governments (I và II)                                                   |
| 33                                                                                   | Error: Invalid time. Lỗi biểu thức: Dư toán tử <Lỗi biểu thức: Dư toán tử < năm, Lỗi biểu thức: Dư toán tử < tháng và Lỗi biểu thức: Dư toán tử < ngày | Edi Rama(born 1964)                             |                           |                           | Rama Governments (I và II)                                                   |